# Beblenheim
Beblenheim település Franciaországban, Haut-Rhin megyében. Lakosainak száma 931 fő (2022. január 1.). Beblenheim Bennwihr, Mittelwihr, Riquewihr, Zellenberg és Ostheim községekkel határos.

## Népesség
A település népességének változása:
| Lakosok száma | 975  | 961  | 974  | 941  | 940  | 939  | 938  | 934  | 931  |
|               | 2013 | 2015 | 2016 | 2017 | 2018 | 2019 | 2020 | 2021 | 2022 |